# تشارلز ريتشارد تايلور
تشارلز ريتشارد تايلور (بالإنجليزية: Charles Richard Taylor)‏ هو عالم وظائف الأعضاء أمريكي، ولد في 8 سبتمبر 1939، وتوفي في 10 سبتمبر 1995.